# Желдыбай
Желдыбай (устар. Жульдыбай) — река в России, протекает в Оренбургской области. Устье реки находится в 49 км по правому берегу реки Суундук. Длина реки составляет 17 км.

## Данные водного реестра
По данным государственного водного реестра России относится к Уральскому бассейновому округу, водохозяйственный участок реки — Урал от Магнитогорского гидроузла до Ириклинского гидроузла. Речной бассейн реки — Урал (российская часть бассейна).
Код объекта в государственном водном реестре — 12010000312112200002653.